# Вельцин, Карл
Карл Ве́льцин (нем. Karl Weltzien; 8 февраля 1813, Санкт-Петербург — 14 ноября 1870, Карлсруэ) — немецкий химик.

## Достижения
Был профессором химии в Высшей технологическом школе в Карлсруэ с 1848 по 1869 год. 

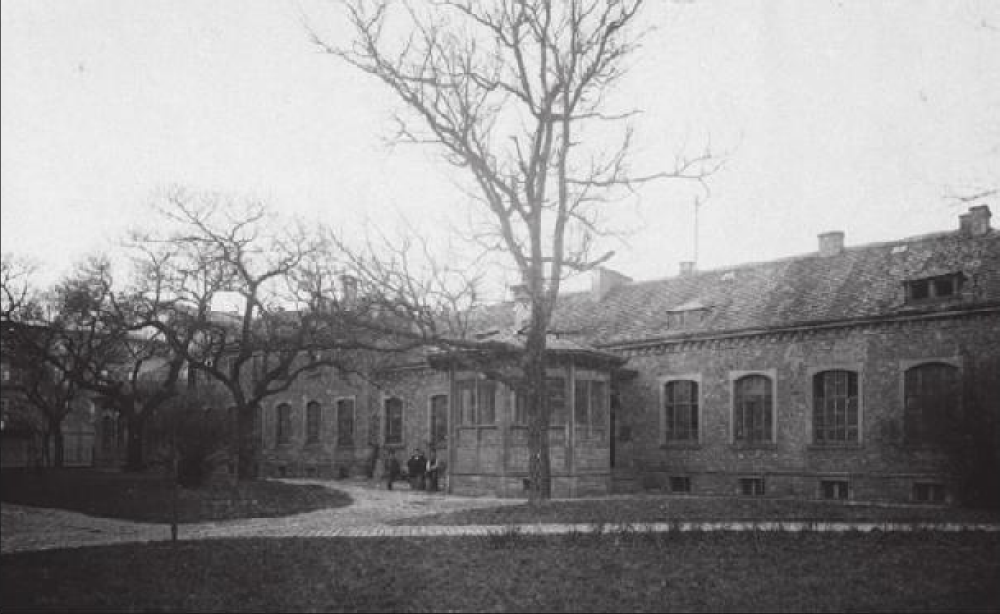
Химическая лаборатория Карла Вельцина в Политехникуме Карлсруэ. Построена в 1851 году, расширена в 1857—1875. Фото 1900

Начиная примерно с 1840 года, построил новые лаборатории для исследований и преподавания химии в Карлсруэ. Благодаря Вельцину, исследования в области химии в Карлсруэ быстро приобрели международную известность и город на протяжении десяти лет был центром химических исследований в Германии. 
Вельцин известен сегодня как один из трёх организаторов Первого Международного конгресса химиков в Карлсруэ 1860 года (два других организатора конгресса — Шарль Адольф Вюрц и Фридрих Август Кекуле). Решения Съезда, на который были приглашены 140 известных учёных-химиков со всего мира, послужили одной из предпосылок открытия Периодического закона. Карл Вельцин выступил в качестве местного организатора, открыл встречу краткой приветственной речью и председательствовал на первом заседании. После завершения учебы в Хайдельберге был членом Хайдельбергского братства Ассоциации Кёсенерских Монастырей. Преемником Карла Вельцина как профессора химии стал Юлиус Лотар Мейер.